# بيلا (بيدمونت)
بيلا هي بلدية في مقاطعة فرشيلي التابعة لإقليم بييمونتي الإيطالي، تقع على بعد حوالي 80 كيلومتر (50 ميل) إلى الشمال الشرقي من مدينة تورينو وحوالي 60 كيلومتر (37 ميل) إلى الشمال الغربي من فيرتشيلي. في 31 كانون الأول / ديسمبر 2004 كان عدد سكانها 118 نسمة، وتبلغ مساحتها 8.7 كيلومتر مربع (3.4 ميل2).
تقع بيلا على حدود البلديات التالية: بيتينيو، بيوده، سكوبيلو.